# Big Thicket Lake Estates
Big Thicket Lake Estates est une census-designated place située dans les comtés de Liberty et de Polk, dans l’État du Texas, aux États-Unis. Sa population s’élevait à 514 habitants lors du recensement de 2020.